# Konrad II. Mazovski
Konrad II. Čerski (poljsko Konrad II czerski) je bil poljski princ iz dinastije Pjastov, v letih 1264-1275 skupaj z bratom vojvoda Mazovije, po letu 1275 edini vladar Čerska in leta 1289 vojvoda Sandomierza, * okoli 1250, † 24. junij/21. oktober 1294.
Konrad je bil najstarejši sin Sjemovita I. Mazovskega in ruske princese Perejaslave Danilovne.

## Življenje

### Ujetništvo v Litvi
Konrad II. se prvič omenja leta 1262, ko je litovski veliki vojvoda Treniota sprožil velik pohod proti Mazoviji. Konrada in njegovega očeta je napad presenetil  v majhni utrdbi v Jazdówu. Sjemovit I. je bil v napadu ubit, Konrada pa so Litvanci ujeli. 
Med Konradovim ujetništvom je bil njegov brat Boleslav II. premlad za samostojnega vladarja, zato sta v Mazoviji kot njegova regenta vladala Boleslav Pobožni in mati Perejaslava. Po dveh letih ujetništva je bil Konrad II. osvobojen in dobil ozemlja, ki mu jih je zapustil oče.

### Vladanje
Zunanja politika Konrada II. je bila nadaljevanje politike njegovega očeta. Tesno je sodeloval z Boleslavom V. Čednim, Lešekom II. Črnim in Boleslavom Pobožnim. Skupaj z Ogrsko  se je vojskoval proti Češki  za babenberško dediščino. Leta 1271 je postal del koalicije proti Henriku IV. Probu, ki naj bi preprečia Probovo podporo češkemu kralju Otokarju II. Dve leti pozneje je ista koalicija napadla Vladislava  Opolskega, ki je med splošno zmedo v češko-ogrski  vojni poskušal pridobiti Seniorsko provinco Boleslava V., vendar mu to ni uspelo.
Leta 1275 je brat Boleslav II. postal polnoleten in prisilil Konrada II., da je razdelil očetovo zapuščino. Bratu je prepustil Plock, sam a je obdržal Čersk. Konrad z delitvijo ni bil zadovoljen in začel dolgotrajno vojno z bratom, ki ni nobenemu prinesla nobene koristi,  povzročila pa je veliko škodo.
Ko je Boleslav V. Čedni 7. decembra 1279 umrl, ga je nasledil njegov imenovani dedič Lešek II. Črni. Državljanska vojna v Mazoviji je Konradu II. preprečila, da bi zase dobil Seniorat, vzpostavil pa je obsežne stike z nasprotniki novega krakovskega in sandomirskega  vojvode.
Leta 1282 je Konrad II. organiziral pohod proti Lešeku II., ki se je končal s popolnim neuspehom, čeprav so mazovske čete za kratek čas zavzele okrožji Radom in Sandomierz. Z bolje pripravljeno vojsko se je leta 1285 še enkrat odpravil na pohod, vendar mu tudi tokrat ni uspelo zavzeti gradu Wawel, ki so ga branili lojalni meščani pod vodstvom Lešekove žene Grifine Hališke. Leta 1286 je s pomočjo litovskih čet zavzel  okrožje Gostynin.
Lešek II. Črni je umrl 30. septembra 1288. Njegova smrt je Konradu II. ponudila novo priložnost, da se povzpne na krakovski prestol. Tokrat je s svojim zaveznikom
in sorodnikom, volinskim knezom Vladimirjem III. Ivanom Vasiljkovičem, napadel Malopoljsko, vendar se  je moral soočiti s Henrikom IV. in lastnim bratom Boleslavom II., ki sta tudi bila kandidata za krakovski prestol. Konrad II. se ni vdal in je leta 1289, ko je kazalo, da se tehtnica nagiba v prid Henrika IV., sklenil sporazum z bratom. Natančna vsebina sporazuma ni znana. Domneva se, da je Konrad II. v zameno za podporo svojemu bratu priznal ozemeljsko razdelitvev iz leta 1275 in obdržal Sandomierz. Sporazum ni nikoli začel veljati, ker je Boleslav II.  iz neznanih razlogov kljub zmagi v bitki pri Siewierzu odstopil od svojih pretenzij glede Seniorata, Konrada II. pa je iz Sandomierza izgnal Vladislav I. Kratki, polbrat Lešeka II., ki je trdil, da je njegov zakoniti dedič.
Dogodki v Malopoljski so bili zadnja politična manifestacija Konrada II. Umrl je med 23. junijem in 11. oktobrom 1294  v okrožju Czerwińsk nad Vislo in je bil pokopan bodisi v dominikanski cerkvi v  Warki ali, po poročilih Jana Długosza, v opatiji v Czerwińsku.

## Družina
Konrad II. se je okoli leta 1265/1270 poročil s Hedviko, hčerko legniškega vojvode Boleslava II. Rogatega, s katero je imel hčerko
- Ano (1270 – po 13. juliju 1324), poročeno z vojvodom Przemislavom Raciborškim.

Ker Boleslav II. ni imel moškega potomca, so njegove posesti prešle na brata Boleslava II., s katerim se je celo življenje vojskoval.